# Campoplex calamae
Campoplex calamae là một loài tò vò trong họ Ichneumonidae.